# Phradis punctipleuris
Phradis punctipleuris är en stekelart som beskrevs av Horstmann 1971. Phradis punctipleuris ingår i släktet Phradis och familjen brokparasitsteklar. Inga underarter finns listade i Catalogue of Life.